# Cantó de Castelnòu-Còsta Blu
El cantó de Castelnòu-Còsta Blu és un cantó francès del departament de les Boques del Roine, situat al districte d'Istre. Té sis municipis i el cap es Castèunòu dau Martegue.

## Municipis
- Carri lo Roet
- Castèunòu dau Martegue
- Ensué e la Redona
- Ginhac de la Nerta
- Lo Ròuve
- Sausset dei Pins

## Història
| Data d'elecció                           | Identitat       | Partit | Qualitat |
| ---------------------------------------- | --------------- | ------ | -------- |
| 1992-2004                                | Henri d'Attilio | PS     |          |
| 2004-                                    | Vicent Burroni  | PS     |          |
| les dades anteriors no són pas conegudes |                 |        |          |
|                                          |                 |        |          |